# Marcus Selmer

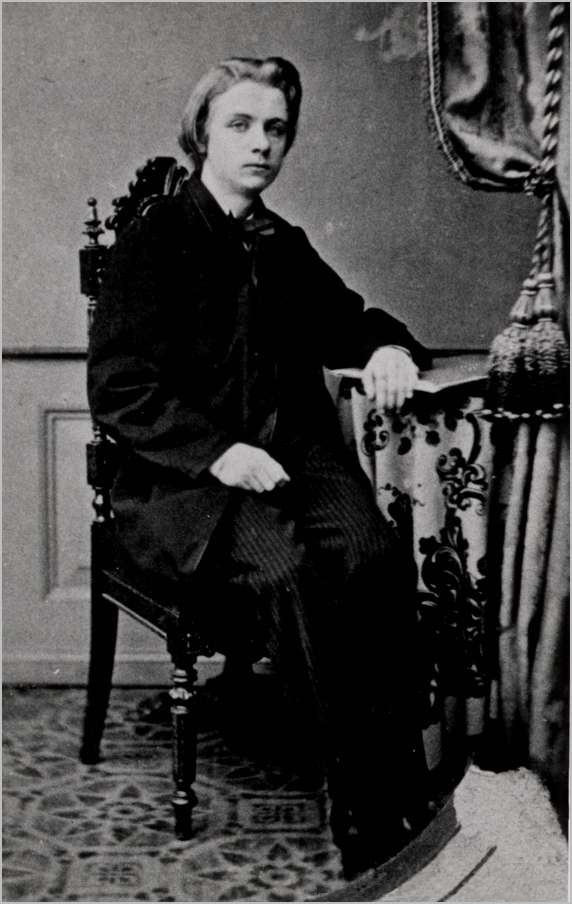
Marcus Selmer: Edvard Grieg, skladatel, asi 1858

Dansken Marcus Selmer (6. října 1819 – 18. ledna 1900) byl norský krajinářský a portrétní fotograf, tvořící od roku 1852 až do své smrti v roce 1900. Je autorem nejstarší daguerrotypie Bergenu, kterou pořídil v roce 1854.

## Život a dílo
V norské fotografii zapustila kořeny krajinářská fotografie asi kolem roku 1860. Marcus Selmer je považován za jednoho z prvních krajinářů, ale nejsystematičtější úsilí cestování a fotografování krajiny věnovali Knud Knudsen a Švéd Axel Lindahl. Selmer cestoval po Norsku a fotografoval krajinu a pohledy na Bergen, které pak jako pohlednice prodával prostřednictvím knihkupců.
V roce 1880 byl zvolen dvorním královským fotografem. Kromě toho pořídil portrétní fotografie žen a mužů v národních krojích.
Celý jeho archiv deskových negativů však byl po jeho smrti zničen.
Byl čestným členem Dánské fotografické společnosti a od roku 1859 také Société française de Photographie.

## Galerie

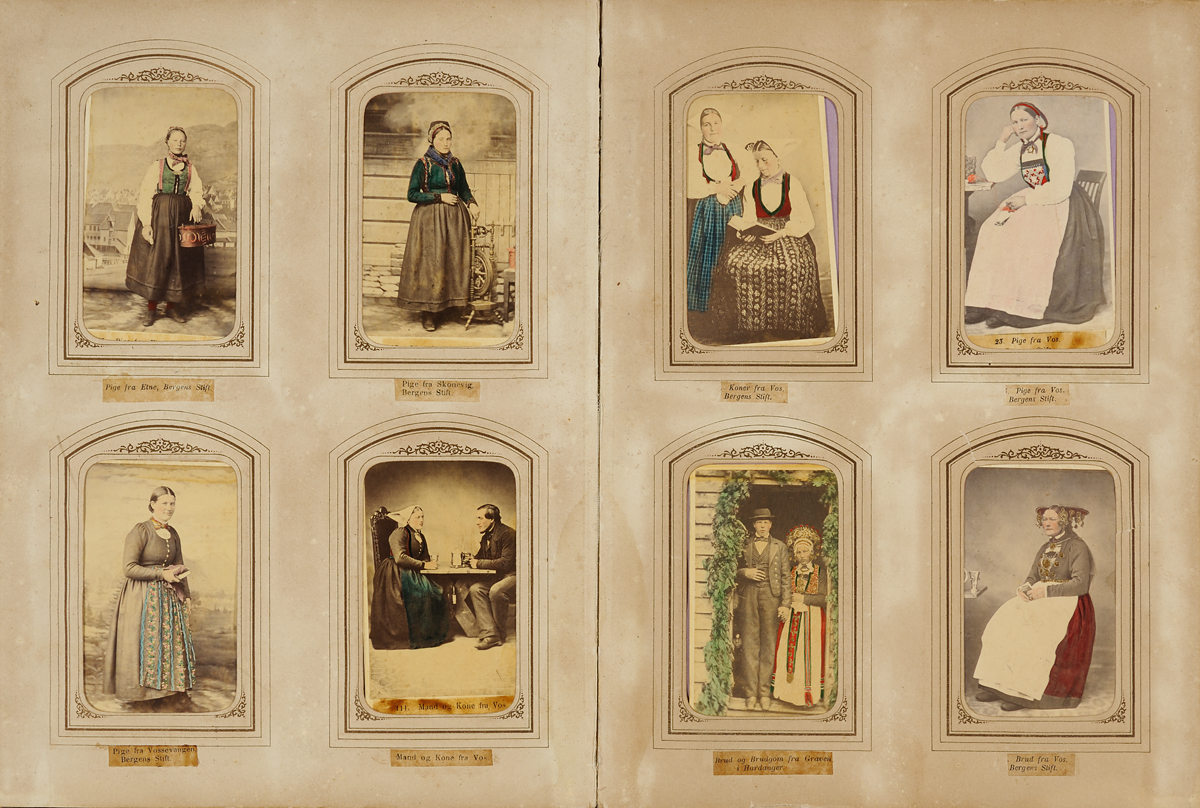
Ženy a muži v lidových krojích, carte de visite
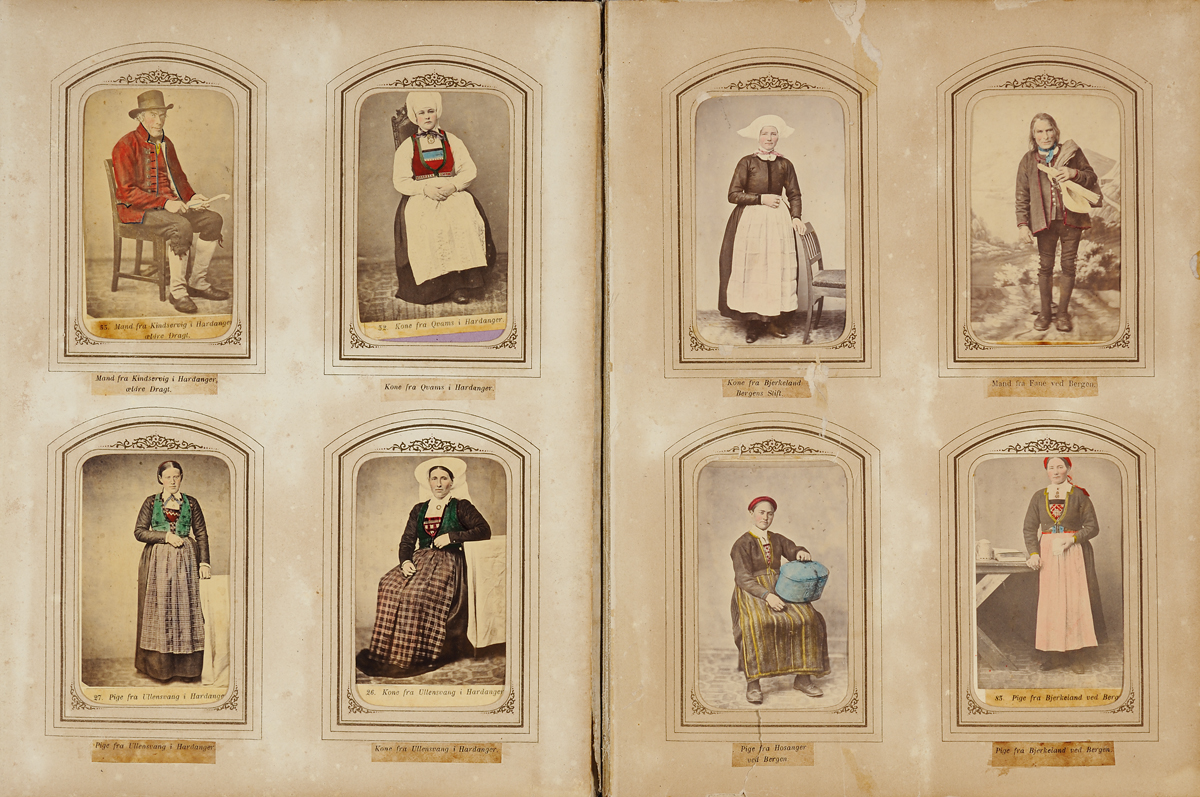
Ženy a muži v lidových krojích, carte de visite
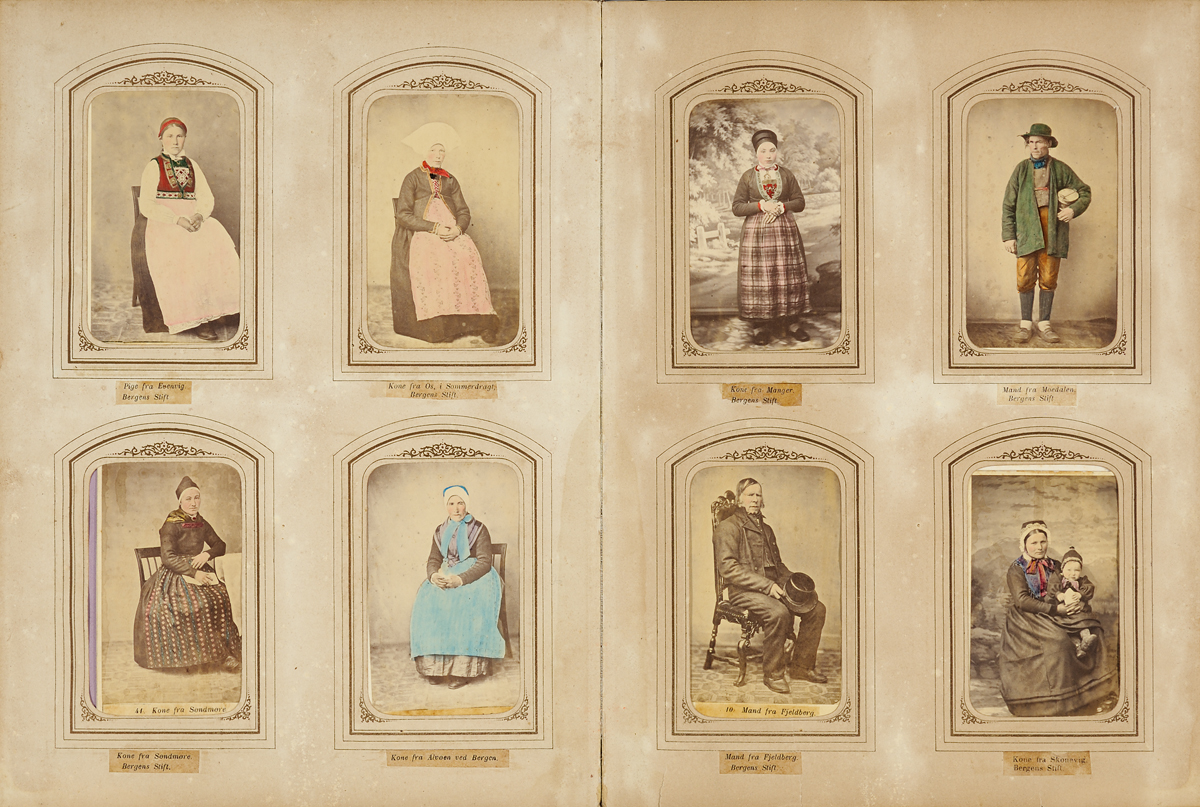
Ženy a muži v lidových krojích, carte de visite